# Halal
Halal (em árabe: حلال; romaniz.: ḥalāl; "permitido, autorizado") é uma palavra que se refere, no islão, aos comportamentos, formas de vestir e de falar, alimentos que são permitidos pela religião, sendo o seu antónimo haraam.
Geralmente no islão, cada objeto e ação é considerada permitida a menos que tenha uma proibição sobre a mesma nas escrituras islâmicas. O termo é habitualmente usado nos países não islâmicos para se referir aos alimentos autorizados de acordo com a lei islâmica.

## Alimentos não permitidos
Alimentos Halal são referentes a alimentos que os muçulmanos podem ou não comer e beber segundo a lei Islâmica da xaria. Este critério especifica como os alimentos podem ser consumidos e como devem ser preparados. As fontes para determinar se uma comida ou bebida são autorizadas no islão são o Alcorão, as tradições do profeta (hadith) e as formulações dos juristas. No Alcorão pelo menos vinte e quatro versículos referem-se a prescrições no domínio alimentar.
Algumas das interdições alimentares do islão coincidem com as da lei judaica.
As carnes proibidas pelo islão são as de porco, das aves rapaces (de rapina), do cão, da serpente, do macaco. O consumo de animais com garras, como leões e ursos, é proibido, bem como de animais considerados repulsivos (baratas, moscas etc.). O sangue dos animais não deve ser consumido.
Em relação aos peixes, todos os que possuem escamas são permitidos, bem como o camarão. Todos os peixes de couro (que não possuem escamas) são proibidos. Lagosta, lula e polvo também são proibidos.

## Bebidas
No que diz respeito às bebidas, estão proibidas as que contenham álcool, como o vinho e a cerveja, pois considera-se que alteram a consciência do ser humano.

## Forma de abate
O abate só pode ser realizado por muçulmanos e a frase “Em nome de Alá, o mais bondoso, o mais Misericordioso” deve ser dita antes do abate. Após o sangramento total do animal pelo corte da artéria carótida e da veia jugular na área do pescoço, enquanto ainda vivo, e suspendendo o animal pelas patas traseiras até que deixe de derramar sangue; o animal deve então ser decapitado em um só golpe. Isto é feito com o objetivo de que as doenças contidas no sangue do animal não sejam transmitidas aos seres humanos através do consumo da sua carne.
A caça está autorizada no islão, porém deve-se declarar a bismillah ao atingir o animal. Os animais sacrificados a outros deuses não devem ser consumidos.